# Intento de explicar la metamorfosis de las plantas
Intento de explicar la metamorfosis de las plantas (en alemán Versuch die Metamorphose der Pflanzen zu erklären) es el título de una obra sobre botánica escrita por Johann Wolfgang von Goethe en 1790. Con sus escritos, Goethe es considerado el cofundador de la morfología comparada. Veintisiete años después escribió el documento por segunda vez como una serie de artículos sobre morfología titulado Metamorfosis de las plantas.

## Contenido del Escrito
Goethe escribe en la introducción: "La relación secreta de las distintas partes de las plantas, como las hojas del cáliz, la corona, los estambres, que se desarrollan uno tras otro, ha sido reconocida durante mucho tiempo por varios investigadores en general; tiene el efecto de hacer que un mismo órgano cambie de diversas formas, por ello la metamorfosis de las plantas".
Goethe distingue tres tipos de metamorfosis: regular, irregular o retrógrada y la metamorfosis al azar que se efectúa particularmente por los insectos. 
| Intento de explicar la metamorfosis de las plantas Contenido |
| --- |
| • Introducción • Desde la semilla • Formación de hojas del tallo de nodo a nodo • Transición a la inflorescencia • Acerca del cáliz • Formación de la corona • Formación de estambres • Nectarios • Algunos de los estambres • Acerca de la aguja • De los frutos • Casos de pistilo • Revisión y transición • De la vista y su desarrollo • Acerca de las flores y frutas • Crecimiento de la rosa • Crecimiento del clavel • La teoría de la anticipación de Linneo • Repetición |

La estructura del escrito sigue el desarrollo de la planta desde la semilla  hasta la floración, seguida de frutos y más semillas. Goethe compara cotiledones, hojas de tallo, brácteas, sépalos, pétalos, estambres y pistilos como una serie de metamorfosis. Además, pone especial atención a frutas y semillas. Goethe también habla de la rosa y el clavel  a lo largo del texto.
El documento trata principalmente de la metamorfosis de la hoja, la metamorfosis del tallo que a su vez se divide en metamorfosis de flores y frutos. La metamorfosis de la raíz no está incluida en el escrito.

## Importancia del escrito, el contenido

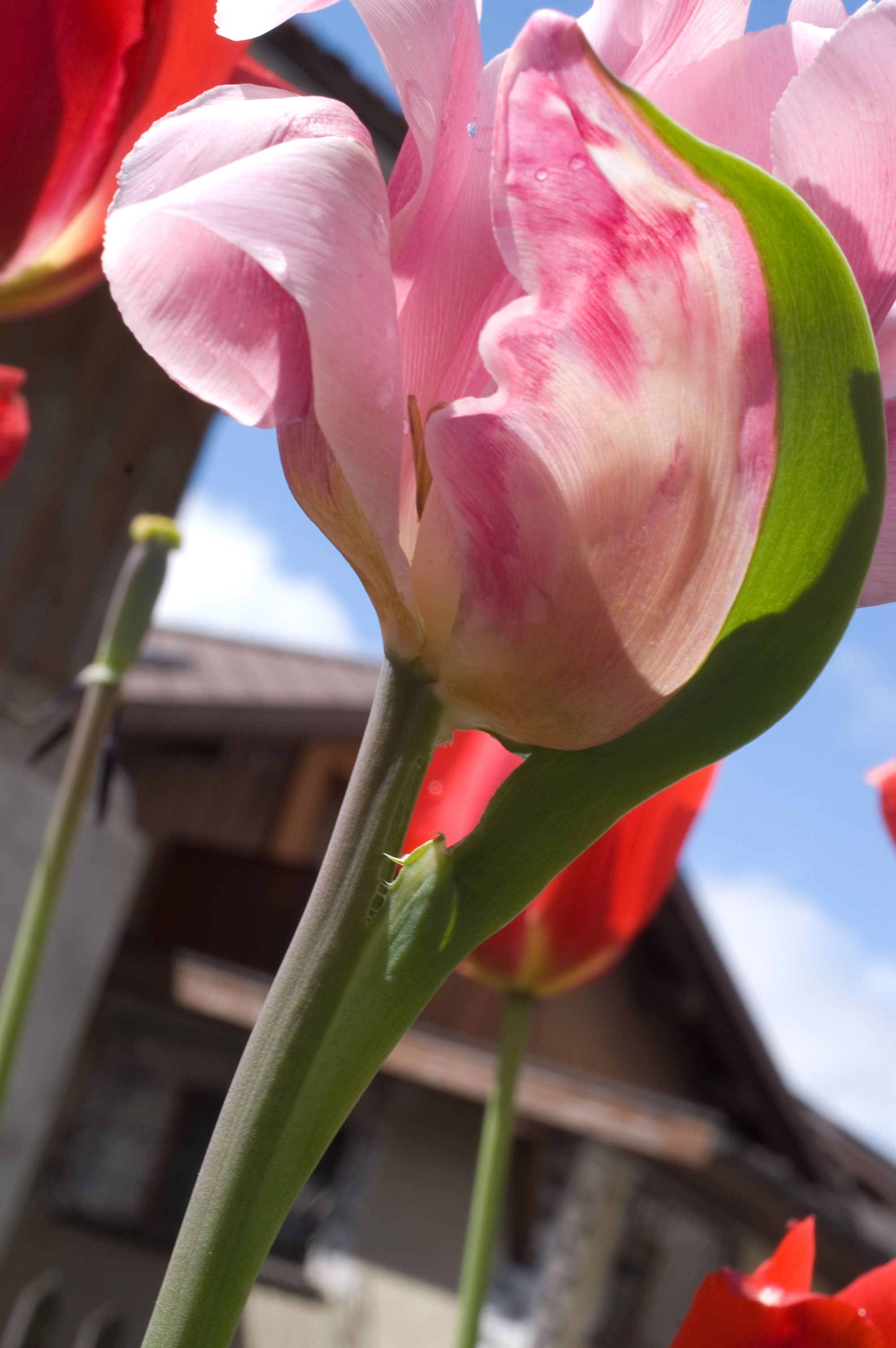
Tulipán, la última hoja del tallo y el primer pétalo han crecido juntos.

La morfología ha hecho grandes avances desde Goethe. Hoy el escrito, en términos de contenido, es de principal interés en el ámbito histórico y literario. El descubrimiento de la generación de cambio por Wilhelm Hofmeister fue rechazar la igualdad entre el estambre y los tallos de la hoja. Goethe consideró el estambre como un tallo transformador de hojas. Otro avance importante fue la distinción entre estructuras homólogas y análogas.

## Importancia del escrito, el método
La morfología comparativa ha demostrado ser un método. Goethe influyó al estudio de la morfología con su escrito. Se ha publicado en varias ocasiones por diversos morfólogos tales como: Adolph Hansen (1907), Wilhelm Troll (1926) Agnes Arber (1946). Willhelm Troll publicó una obra titulada Morfología comparativa de las plantas y vegetales. Goethe hizo hincapié en la importancia de la metamorfosis irregular para la comprensión de la metamorfosis regular. El genetista Eliot Meyerowitz basa su trabajo en la forma explícita de Goethe. La genética molecular también se ha especializado en malformaciones porque necesita de ella para la comprensión de organismos intactos. En su escrito titulado Diario de la naturaleza del polen y del carpelo el genetista hace referencia al trabajo de Goethe.
Para el Goethianismo, el escrito tiene una importancia central. El método de Goethe, las preguntas, y la comparación causan una comprensión más profunda sobre las diversas transformaciones.

## Arquetipo suprasensorial
Mientras que hoja es un término común, el concepto crucial en toda la botánica de Goethe es el del «arquetipo dinámico interno», el «auténtico Proteo» y entendible como un campo vibrante de fuerzas formativas. Este motivo central del carácter proteico del órgano ideal de la hoja es el que subyace bajo toda la obra.

## Edición en castellano
- La metamorfosis de las plantas. Edición y fotografías Gordon L. Miller, "Mejor traducción al español de obras científicas o ensayo en español de obras relevantes publicadas en otros idiomas" María Isabel Hernández González (Fundación para el Conocimiento madri+d, III Premios de Ciencia en Español 2025), colección Liber naturae (Segunda edición). Ediciones Atalanta. 2020, 2022. ISBN 978-84-120743-4-5.
- La metamorfosis de las plantas. Introducción y notas de Rudolf Steiner, traducción Martin Wertheimer. Editorial Pau de Damasc. 2011. ISBN 978-84-15827-14-6.
- La metamorfosis de las plantas. Ediciones Beta III Milenio. 1994. ISBN 978-84-88890-00-9.

- Datos: Q1329234